# Wapen van Achlum

Wapen van Achlum

Het wapen van Achlum is het dorpswapen van het Nederlandse dorp Achlum, in de Friese gemeente Waadhoeke. Het wapen werd in 2016 geregistreerd.

## Beschrijving
De blazoenering van het wapen in het Fries luidt als volgt:
yn grien in rjochter skeanbalke fan goud, belein mei in kromstêf, boppe en ûnder beselskippe fan in saneamde Achlumer dakpanne, pleatst yn de rjochting fan de balke, alles fan read; de skeanbalke boppe beselskippe fan in klok en ûnder fan in weintsjil mei acht speaken, alles fan goud.
De Nederlandse vertaling luidt als volgt: 
in groen in rechter schuinbalk van goud, belegd met een kromstaf, boven en onder vergezeld van een zogenaamde Achlumer dakpan, geplaatst in de richting van de balk, alles van rood; de schuinbalk boven vergezeld van een klok en onder van een wagenwiel met acht spaken, alles van goud.
De heraldische kleuren zijn: sinopel (groen), goud (goud), keel (rood) en goud (goud).

## Symboliek
- Schuinbalk: verwijzing naar zowel het wapen van Franekeradeel als naar de Slachtedijk.[1]
- Groen veld: staat voor de groene omgeving rond het dorp en het kaatsveld in het midden van het dorp.[1]

Kromstaf: symbool voor het klooster dat zich te Achlum bevond en voor Gertrudis van Nijvel, patroonheilige van de kerk van Achlum.
- Dakpan: duidt op eerdere productie van dakpannen. Tevens beeldt het de Achlumer pan uit, een afwijkende vorm voor dakpannen.[1]
- Klok: staat voor de Mariaklok van Achlum. Dit was kleinste van drie klokken die in een klokkenstoel hingen. Deze klokkenstoel is verdwenen en de Mariaklok is overgebracht naar het Fries Scheepvaart Museum te Sneek.[1]
- Wagenwiel: ontleend van het wapen van de familie Van Offenhuysen die een stins ten noorden van het dorp bewoonde. Ook verwijst het wiel naar het agrarische karakter van het dorp.[1]